# Las religiones asesinas
Las religiones asesinas es un ensayo de Èlie Barnavi, profesor de Historia Moderna de Occidente en la Universidad de Tel-Aviv y exembajador de Israel en Francia.
El libro se presenta como una arenga en defensa del laicismo. Barnavi lo dirige a quienes asisten perplejos a los conflictos que provoca la inmigración o a los atentados en nombre de una religión.
Traducido al castellano por Carmen García Cela, ha sido publicado en España por la Editorial Turner dentro de su colección de ensayos Noema.